# مركز كانداكادو للعلاج والتأهيل
مركز كانداكادو للعلاج وإعادة التأهيل ، كان معروفاً سابقًا باسم مركز كانداكادو لإعادة تأهيل المخدرات . هو مركز إعادة تأهيل يقع في ويليكاندا ، منطقة بولوناروا ، مقاطعة شمال الوسطى في سريلانكا. يتم تشغيله حاليًا بواسطة مكتب المفوض العام لإعادة التأهيل التابع لوزارة العدل . يستخدام مركز إعادة التأهيل حاليًا لعلاج مدمني المخدرات ، و علاج مرضى كوفيد-19 سابقًا ،مع مركز إعادة التأهيل سينابورا . لقد حُوَلَ المركز إلى مركز لإعادة تأهيل المخدرات في عام (2014) لعلاج مدمني المخدرات من خلال تقديم المشورة والتعليم المهني والتدريب للمرضى و المدمنيين .
في مارس عام (2020) ، اقترحت حكومة سريلانكا مركز إعادة التأهيل كأحد مراكز الحجر الصحي الرئيسية و ذلك لإجراء اختبارات PCR للمسافرين والسياح من الدول الأجنبية خلال جائحة كوفيد-19 . وضعت الحكومة السريلانكية إرشادات إلزامية على المسافرين من الركاب الأجانب للخضوع لحجر صحي ذاتي إلزامي لمدة 14 يومًا في المركز. و قام الجيش السريلانكي بالتعاون مع وزارة الصحة بتحديث مرافق المركز من خلال توفير الأدوات الطبية اللازمة وأدوات الاتصال عبر شبكة wi-fi ، وأجهزة قياس الحرارة ، ومرافق الغسيل والترفيه للمرضى.
و في يوليو (2020)، أصبح المركز بؤرة جديدة لجائحة كوفيد-19 في سريلانكا مُسجلاً أكثر من 300 حالة إصابة في شهر يوليو. في 9 يوليو (2020)، قام الجيش السريلانكي بتحويل مركز الحجر الصحي إلى مستشفى لكوفيد-19 قريب من مركز كانداكادو لإعادة التأهيل .

### مجموعة كوفيد-19
في 7 يوليو ، تم تسجيل حالة جديدة من سجن ويليكادا ، حيث تم نقل نزيل من مركز العلاج وإعادة التأهيل في شرق كانداكادو للمدمنين على المخدرات والمواد الخاضعة للرقابة، إلى السجن في 27 يونيو. في 9 يوليو 2020، تم إثبات إصابة 253 نزيلاً من مركز كانداكادو للعلاج و إعادة التأهيل كوفيد-19. في يوم 10 يوليو 2020، ثبت إصابة 283 شخصًا من مركز كانداكادو للعلاج وإعادة التأهيل ب COVID-19. و ظهر المركز كمجموعة جديدة لكوفيد-19 في البلاد .

### الصدامات والخلافات المتكررة
كان التدخل الرئيسي للجيش في المركز في الكثير من الأحيان موضوعًا للجدل بين نشطاء حقوق الإنسان. وشهدت الفترة الأخيرة عدة اشتباكات وهروب للسجناء. بما في ذلك اشتباكات نوفمبر 2022  و هروب في ديسمبر 2023  والاشتباكات و اندلاع في يناير 2024.